# Brett Bradley
Brett Bradley (ur. 30 listopada 1984 w Houston) – amerykański aktor pornograficzny.

## Życiorys

### Kariera
W branży pornograficznej zadebiutował w 2013, niedługo po swoich 30. urodzinach. Jest głównie aktorem aktywnym, jednak wystąpił jako aktor pasywny w filmach HeartbreakR, Super Soaker i Gaytanamo 2 z 2016.
W 2015 zdobył nagrodę Grabby w kategorii „Najlepsze solo” (w filmie #Leather z 2014).

### Życie prywatne
Jest związany z aktorem pornograficznym Tritem Tylerem.